# Lê Nguyên Khang
Lê Nguyên Khang (1931 - 1996) nguyên là một tướng lĩnh gốc Hải quân của Quân lực Việt Nam Cộng hòa, cấp bậc Trung tướng. Ông xuất thân từ khóa đầu tiên tại trường Sĩ quan Trừ bị do Quốc gia Việt Nam mở ra ở miền Bắc Việt Nam. Ra trường, ông phục vụ trong Quân chủng Hải quân, sau chuyển sang bộ phận Bộ binh Hải quân (Thủy quân Lục chiến). Hầu hết thời gian tại ngũ ông phục vụ trong Binh chủng này. Ông là người chỉ huy Binh chủng Thủy quân Lục chiến với thời gian lâu nhất. Ông cũng từng là chỉ huy đơn vị cấp Biệt khu, Quân đoàn và là sĩ quan giữ chức vụ cao cấp tại Bộ Tổng Tham mưu.

## Tiểu sử và Binh nghiệp
Ông sinh vào tháng 10 năm 1931 trong một gia đình gia giáo thuộc dòng tộc "Lê Nguyên" danh tiếng ở Sơn Tây, miền Bắc Việt Nam. Ông học Tiểu học và Trung học Đệ nhất cấp ở Sơn Tây. Khi lên Đệ nhị cấp ông được ra Hà Nội học ở trường Trung học Chu Văn An, là trường Công lập của nhà nước dạy theo Giáo trình Pháp. Năm 1951, ông tốt nghiệp với văn bằng Tú tài bán phần (Part I).

### Quân đội Quốc gia Việt Nam
Tháng 9 năm 1951, sau khi tốt nghiệp Phổ thông Trung học, ông tình nguyện nhập ngũ vào Quân đội Quốc gia, mang số quân: 51/700.272. Theo học khóa 1 Lê Lợi tại trường Sĩ quan trừ bị Nam Định, khai giảng ngày 1 tháng 10 năm 1951. Ngày 1 tháng 6 năm 1952 mãn khóa tốt nghiệp với cấp bậc Thiếu úy. Ra trường ông được phục vụ trong đơn vị Hải quân. Cuối năm 1953, ông được thăng cấp Trung úy giữ chức Giang đoàn trưởng thuộc Đệ tam Liên đoàn Tuần giang Xung kích tại Nam Định.

### Quân đội Việt Nam Cộng hòa
Đầu năm 1955, ông được thăng cấp Đại úy, làm Đại đội trưởng Đại đội Hành chính Công vụ của Tiểu đoàn Bộ binh Hải quân. Giữa năm 1956, ông được cử đi du học lớp Bộ binh Cao cấp tại trường Võ bị Liên quân Fort Benning thuộc Tiểu bang Georgia, Hoa Kỳ. Mãn khóa về nước, ông được cử làm Sĩ quan Liên lạc của Thủy quân Lục chiến bên cạnh Bộ Tư lệnh Hải Quân. Tháng 9 năm 1957, ông giữ chức vụ Tiểu đoàn trưởng Tiểu đoàn Hải quân Đổ bộ thay thế Đại úy Vòng A Sam, đồn trú tại Động Ba Thìn, Khánh Hòa. Tháng 5 năm 1958, ông tiếp tục được cử đi du học lớp Tham mưu đổ bộ tại Trung tâm Huấn luyện Thủy quân Lục chiến Quantico thuộc Tiểu bang Virginia, Hoa Kỳ. Mãn khóa về lại đơn vị cũ.
Đầu năm 1960, chuyển qua Tiểu đoàn 1 Thủy quân Lục chiến làm Tiểu đoàn trưởng thay thế Đại úy Nguyễn Văn Tài, được biệt phái sang lãnh vực Hành chính. Tháng 4 cùng năm, ông được thăng cấp Thiếu tá và được cử giữ chức vụ Chỉ huy trưởng Liên đoàn Thủy quân Lục chiến thay thế Thiếu tá Lê Nhữ Hùng đi làm Tỉnh trưởng Kiến Hòa. Đầu năm 1962, ông được thăng cấp Trung tá tại nhiệm.
Sau đảo chính Tổng thống Ngô Đình Diệm ngày 1 tháng 11 năm 1963. Ngày 2 tháng 11, ông được thăng cấp Đại tá và được cử đi làm Tùy viên Quân sự tại Manila, Philippines, sau khi bàn giao Liên đoàn Thủy quân Lục chiến lại cho Trung tá Nguyễn Bá Liên.
Tháng 4 năm 1964, sau cuộc Chỉnh lý của tướng Nguyễn Khánh, ông được triệu hồi về nước, tái nhiệm chức vụ Tư lệnh Lữ đoàn Thủy quân Lục chiến, hoán chuyển nhiệm vụ với Trung tá Nguyễn Bá Liên. Ngày 11 tháng 8 năm 1964, ông được thăng cấp Chuẩn tướng. Hơn 2 tháng sau vào ngày 21 tháng 10, ông được thăng cấp Thiếu tướng nhiệm chức.
Ngày 14-4-1965, ông được cử Xử lý Thường vụ Tư lệnh Hải quân, tạm thời thay thế Đề đốc Chung Tấn Cang cho đến ngày 26-4, sau đó từ chối chức vụ này với lý do không xuất thân từ Quân chủng Hải Quân và hơn 10 ngày sau, ngày 26 tháng 4 ông bàn giao Bộ Tư lệnh Hải quân lại cho Hải quân Đại tá Trần Văn Phấn. Ngày 20-6-1965, ông được kiêm nhiệm 2 chức vụ: Tư lệnh Biệt khu Thủ đô và Tổng trấn Sài Gòn - Gia Định thay thế Chuẩn tướng Vĩnh Lộc. Ngày 1-11-1965, vinh thăng Thiếu tướng thực thụ.
Ngày 9 tháng 6 năm 1966, ông kiêm thêm chức vụ Tư lệnh Quân đoàn III và Vùng III Chiến thuật thay thế Thiếu tướng Nguyễn Bảo Trị (cho đến ngày 5-8-1968), đồng thời bàn giao Biệt khu Thủ đô và chức vụ Tổng trấn Sài Gòn - Gia Định lại cho Đại tá Nguyễn Văn Giám. Ngày 1-11-1966 vinh thăng Trung tướng nhiệm chức.
Tháng 8 năm 1968, sau trận Mậu thân đợt 2, ông tiếp tục bàn giao lại cho Trung tướng Đỗ Cao Trí chức vụ Tư lệnh Quân đoàn III, chỉ còn được giữ chức vụ Tư lệnh Sư đoàn Thủy quân Lục chiến.
Đầu tháng 5 năm 1972, sau chiến trận Mùa hè đỏ lửa, liên đới cùng tướng Hoàng Xuân Lãm (Tư lệnh Quân đoàn I) trong vụ để mất tỉnh Quảng Trị, ông bị cách chức Tư lệnh Sư đoàn Thủy quân Lục chiến. Sau đó bàn giao Sư đoàn lại cho Đại tá Bùi Thế Lân (nguyên Tư lệnh phó Sư đoàn). Sau đó ông được chuyển về Bộ Tổng Tham mưu giữ chức vụ Tổng Thanh tra Quân lực Việt Nam Cộng hòa (một chức vụ không có thực quyền) thay thế Trung tướng Lữ Lan. Tháng 11 năm 1974, bàn giao chức Tổng thanh tra Quân lực cho Trung tướng Nguyễn Văn Minh, ông được cất nhắc đảm trách chức vụ Phụ tá Hành quân cho Tổng Tham mưu trưởng Cao Văn Viên.

## 1975
Ngày 30 tháng 4 tháng năm 1975, cùng gia đình di tản khỏi Việt Nam. Sau đó được sang Hoa Kỳ định cư ở Thành phố Los Angeles thuộc Tiểu bang California.
Ngày 12 tháng 11 năm 1996 ông từ trần tại West Covina, Los Angeles, California, Hoa Kỳ. Hưởng thọ 65 tuổi.